# Cladoceras
Cladoceras là một chi thực vật có hoa trong họ Thiến thảo (Rubiaceae).

## Loài
Chi Cladoceras gồm các loài: